# Rudolf von Lützow

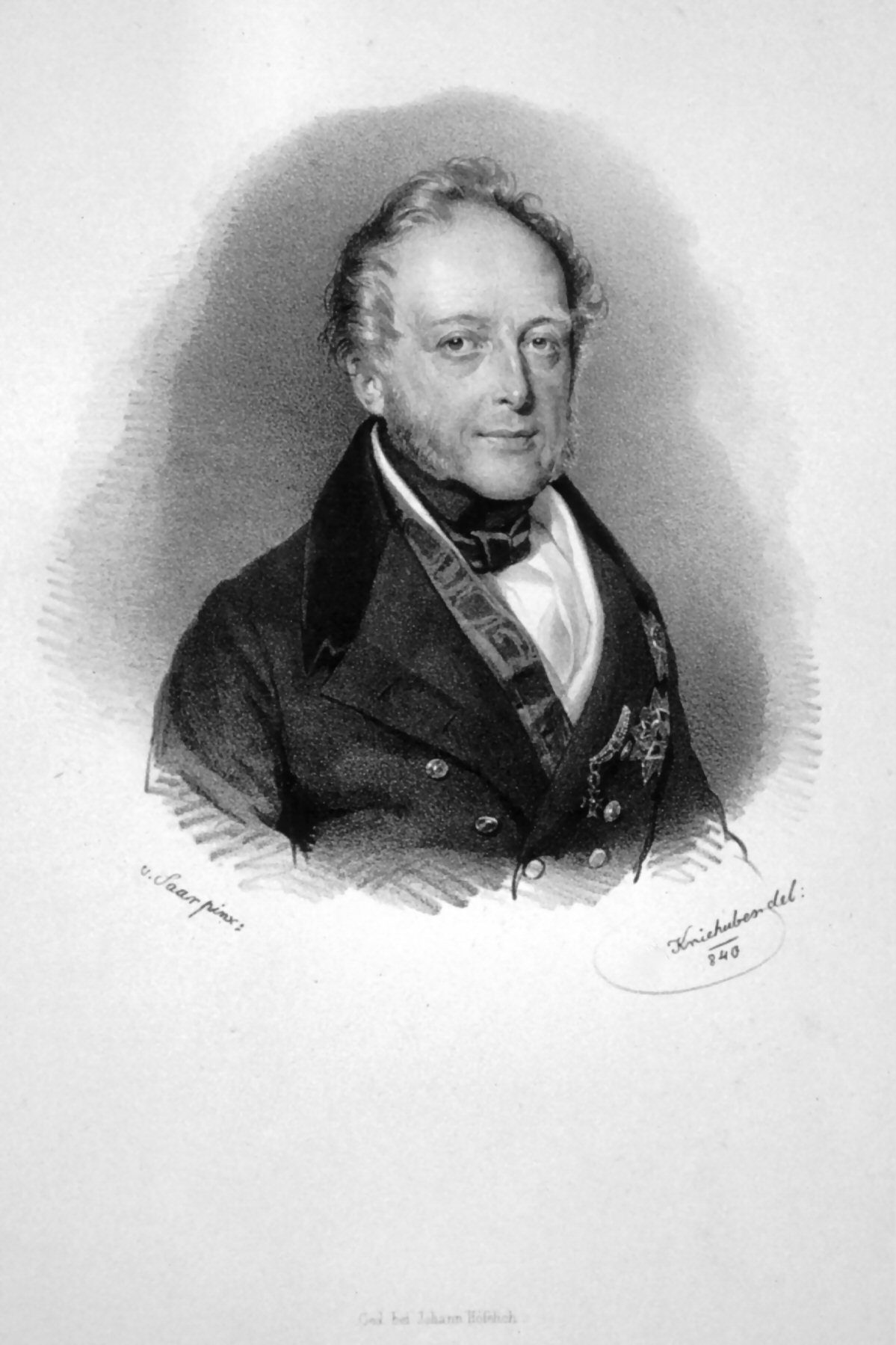
Rudolf von Lützow (um 1840). Lithographie von Josef Kriehuber

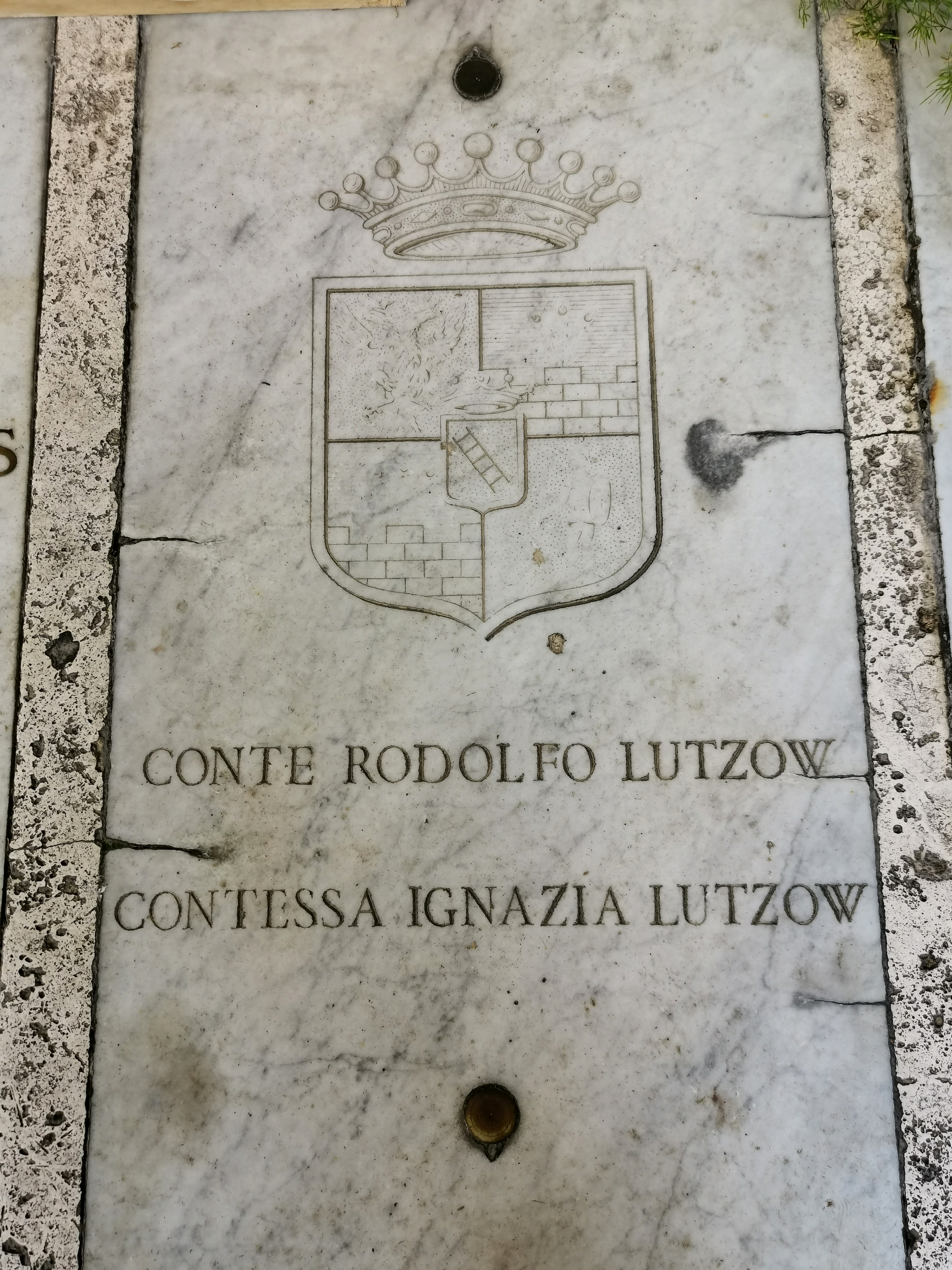
Grab Rudolf von Lützow und seiner Ehefrau Ignazia auf dem Campo Santo Teutonico, Rom

Rudolf Graf von Lützow (* 4. Juli 1780 in Salzburg; † 28. Oktober 1858 in Monza) war ein österreichischer Staatsmann.

## Leben
Rudolf von Lützow stammte aus dem Geschlecht der Lützow. Sein Vater war der österreichische General Johann Gottfried von Lützow (1742–1822), seine Mutter dessen zweite Frau Antonia geb. Gräfin Czernin von und zu Chudenitz (1750–1801). Durch seinen Onkel, den Salzburger Fürsterzbischof Hieronymus von Colloredo ab 1790 erst für einen militärischen, dann für einen geistigen Beruf gefördert, schlug er ab 1804 eine diplomatische Laufbahn ein. Nach beruflichen Stationen in Regensburg, Stuttgart und München wurde er ab 9. Oktober 1812 Gesandter in Dänemark, dann bis 1826 in gleicher Position in Württemberg, an der Hohen Pforte und in Sardinien-Piemont.
Ab 1826 war Rudolf von Lützow für über 20 Jahre österreichischer Gesandter am Heiligen Stuhl in Rom. Infolge der nationalen und bürgerlichen Revolutionen von 1848, trat der nun 68-jährige in den Ruhestand, und kehrte nach Österreich zurück.
Lützow war zweimal verheiratet und hinterließ zwei Söhne.

## Ehrungen und Mitgliedschaften
- Geheimrat (1821)
- Ehrenmitglied der Akademie der bildenden Künste Wien (1836)
- Großkreuz des ö.k. Leopold-Ordens
- Großkreuz des k.u. Sankt Stephans-Ordens
- Großkreuz des Gregoriusordens